# Armored Core (игра)
Armored Core (яп. アーマード・コア Āmādo Koa) — компьютерная игра в жанре меха-шутер от третьего лица, разработанная компанией FromSoftware и выпущенная в 1997 году. Игра является первой в серии Armored Core. Она была переиздана в 2007 году в PlayStation Network.

## Сюжет
Подавляющее большинство населения Земли уничтожено катастрофической войной, известной как "Великое Разрушение". Суровые условия вынудили немногих оставшихся в живых спрятаться под землёй на пятьдесят лет, в течение которых корпорации приходят к власти. Две крупнейшие корпорации — Chrome и Murakumo Millennium постоянно сражаются друг с другом за господство, вызывая значительные раздоры среди населения. Однако конкуренция предоставляет бесконечные возможности для Воронов — наёмников, которые существуют независимо от корпораций. Игрок управляет бронированным сердечником (Armored Core), который представляет собой меха-робота.

## Игровой процесс
Игра начинается с того, что игрок участвует в тесте, чтобы стать частью "Вороньего Гнезда". Тест представляет собой простое уничтожение двух Muscle Tracers (MT), прежде чем уничтожат тебя. После прохождения этого теста игрок получает запросы на миссии от корпораций и других групп. За миссии, как правило, платят больше по мере увеличения сложности, и платежи могут варьироваться от денег до частей прототипов AC. Миссии, доступные игроку на более поздних этапах, отличаются. Игрок также может читать почту от разных отправителей и наблюдать за их рейтингами, которые основаны на показателях успеха миссий.
Игрок несёт ответственность за приобретение оружия и частей AC, используя для этого деньги, которые он зарабатывает на миссиях. Невозможно пополнять боеприпасы или броню во время миссий, поэтому стоимость пополнения боеприпасов и ремонта юнитов AC автоматически вычитается из выигрыша игрока в конце каждой миссии. Если миссия провалена, или если оплачивается часть прототипа АС, стоимость ремонта и боеприпасов вычитается из общей суммы денег, накопленных игроком.
Детали, в частности оружие, в этой игре и её двух расширениях являются самыми мощными в серии. Например, оригинальный KARASAWA стреляет быстрее, чем большинство AST Rifles и Pulse Rifles в более поздних играх. FINGER имеет 3000 патронов, а Large Missile даётся в двух стилях: один из которых летит как обычная ракета (не используется после Master of Arena), и традиционная медленная версия (хотя, примерно в два раза быстрее, чем в более поздних играх, такой как Last Raven). Медленная версия имеет десять ракет, в отличие от четырёх более поздних версий, и является самой дальнобойной ракетой этого поколения.
В игре есть режим для двух игроков, использующий разделенный экран или PlayStation Link Cable.

## Разработка
Конструкции роботов были созданы известным дизайнером меха Сёдзи Кавамори.

## Музыка
Кэйитиро Сэгава написал лишь одну композицию «Shape Memory Alloys», а автором остальных композиций является Масару Татэяма.
| №                   | Название                              | Длительность |
| ------------------- | ------------------------------------- | ------------ |
| 1.                  | «High Fever» (Album Version)          | 4:02         |
| 2.                  | «Response~Infraction»                 | 2:06         |
| 3.                  | «Shape Memory Alloys» (Album Version) | 1:51         |
| 4.                  | «Dotted Line»                         | 2:28         |
| 5.                  | «Junk Mail»                           | 1:53         |
| 6.                  | «Integrity»                           | 2:04         |
| 7.                  | «Fall Pipe»                           | 2:02         |
| 8.                  | «A Pacifist»                          | 1:58         |
| 9.                  | «Hoggishness»                         | 1:59         |
| 10.                 | «Insurance Money»                     | 2:04         |
| 11.                 | «P.O.Box»                             | 2:09         |
| 12.                 | «Mercury»                             | 1:59         |
| 13.                 | «Mai Tai»                             | 1:46         |
| 14.                 | «Air»                                 | 2:04         |
| 15.                 | «Complete Physical»                   | 2:08         |
| 16.                 | «Grip» (Album Version)                | 3:47         |
| 17.                 | «Dooryard»                            | 1:48         |
| 18.                 | «Circulation» (Album Version)         | 4:29         |
| 19.                 | «Main Drag» (Album Version)           | 4:03         |
| Общая длительность: | Общая длительность:                   | 46:40        |

## Оценки
| Сводный рейтинг    | Сводный рейтинг                                                                    |
| Агрегатор          | Оценка                                                                             |
| ------------------ | ---------------------------------------------------------------------------------- |
| GameRankings       | 75 %                                                                               |
| Иноязычные издания |                                                                                    |
| Издание            | Оценка                                                                             |
| AllGame            | 3,5 из 5 звёзд · 3,5 из 5 звёзд · 3,5 из 5 звёзд · 3,5 из 5 звёзд · 3,5 из 5 звёзд |
| CVG                | 3 из 5 звёзд · 3 из 5 звёзд · 3 из 5 звёзд · 3 из 5 звёзд · 3 из 5 звёзд           |
| Edge               | 7/10                                                                               |
| EGM                | 8,25/10                                                                            |
| Famitsu            | 28/40                                                                              |
| Game Informer      | 8,25/10                                                                            |
| GameRevolution     | B+                                                                                 |
| GameSpot           | 8,3/10                                                                             |
| IGN                | 8/10                                                                               |
| OPM                | 3,5 из 5 звёзд · 3,5 из 5 звёзд · 3,5 из 5 звёзд · 3,5 из 5 звёзд · 3,5 из 5 звёзд |

Игра получила "благоприятные" отзывы, согласно агрегатору рецензий на сайте GameRankings. В Японии Famitsu поставил оценку 28 из 40.
Next Generation рассмотрело версию игры для PlayStation, оценив её на четыре звезды из пяти, и заявило ,что "Armored Core не идеальна: графика, хотя и чёткая, немного наклоняется в пресную сторону, а развороты могут быть инертными. Тем не менее, силы и глубины геймплея достаточно, чтобы сделать Armored Core победителем".